# Meliha Cipurković
Meliha Cipurković (Tuzla, 10 luglio 1978) è un'ex cestista bosniaca.

## Carriera
Con la Bosnia ed Erzegovina ha disputato i Campionati europei del 1999.